# الخلايا التائية الحاملة لمستقبلات سي دي 4+ والمناعة المضادة للأورام
نما فهم الدور المناعي المضاد للأورام للخلايا المناعية التائية الحاملة لمستقبلات سي دي 4+ بشكل ملحوظ منذ أواخر تسعينيات القرن العشرين. تؤدي الخلايا التائية سي دي 4+ (خلايا تي المساعدة الناضجة) دورًا مهمًا في تعديل الاستجابة المناعية للعوامل الممرضة والخلايا الورمية وتنظيم الاستجابة المناعية الكلية.

## الترصد المناعي والتعديل المناعي
دفع هذا الاكتشاف عجلة تطور نظرية الترصد المناعي المفترضة سابقًا. تقترح هذه النظرية أن الجهاز المناعي يتفقد خلايا الجسم روتينيًا وعندما يتعرف على خلية أو مجموعة من الخلايا تحمل علامات سرطانية يحاول تدميرها مانعًا نمو بعض الأورام.
يقترح دليل حديث أن الترصد المناعي يشكل جزءًا فقط من الدور الأكبر لجهاز المناعة في محاربة السرطان. قاد تعديل هذه النظرية إلى تطور نظرية التعديل المناعي التي تشمل ثلاثة أطوار: الإزالة والتوازن والهروب.

### طور الإزالة
يرادف هذا الطور نظرية الترصد المناعي الكلاسيكية. في عام 2001، أظهرت الدراسات أن الفئران المصابة بعوز في مورثة منشط الريكومبيناز 2 (آر إيه جي 2) افتقدت القدرة على منع نمو الأورام المحرضة بالميثيلكولانثرين (إم سي إيه) على عكس النوع البري منها. تُعد بروتينات آر إيه جي ضروريةً لإعادة التركيب الجيني المسؤول عن إنتاج مستقبلات الخلايا تي (تي سي آر إس) والغلوبيولينات المناعية (آي جي إس)، وبالتالي لا تملك الفئران المصابة بعوز هذه البروتينات قدرةً على إنتاج الخلايا التائية أو البائية أو الفاتكة الطبيعية.
اعتمد الباحثون على دراسة الفئران المصابة بعوز آر إيه جي 2 بدلًا من الطرق الأخرى للاستدلال على العوز المناعي (مثل الفئران المصابة بطفرة إس سي آي دي) لأن غياب هذه البروتينات لا يؤثر على آليات إصلاح الشريط الوراثي المزدوج (الدنا)، إذ يمثل الإصلاح مرحلة هامة في التعامل مع السرطانات، وتقود اضطراباته بحد ذاتها إلى حدوث السرطانات. تقدم هذه التجربة دليلًا واضحًا على الدور المهم للجهاز المناعي في التخلص من الخلايا الورمية.
أظهرت المزيد من تجارب الإقصاء الجيني أهمية دور الخلايا التائية ألفا-بيتا وغاما-ديلتا والفاتكة الطبيعية في المناعة الورمية. درست إحدى التجارب الإنترفيرون غاما -/- وأظهرت أن هذه الفئران أكثر عرضةً للإصابة ببعض أنواع السرطانات، وافترضت دور الخلايا التائية سي دي 4+ في المناعة الورمية، إذ تنتج هذه الخلايا كميةً كبيرةً من الإنترفيرون غاما.
أبدت الفئران المصابة بعوز البيرفورين نقص القدرة على منع نمو السرطانات المحرضة بالميثيلكولانثرين، وهذا يدل على أهمية الخلايا التائية سي دي 8+ التي تؤدي دورًا رئيسًا في آليات السمية الخلوية القاتلة عبر توفير مدخل للأنزيمات الحبيبية (الغرانزيمات) تنفد منه إلى الخلايا المصابة.
ختامًا، يجدر بالذكر أن الجهاز المناعي الغريزي يرتبط أيضًا بعملية الترصد المناعي.

### طور التوازن
يتصف طور التوازن في نظرية التعديل المناعي بالوجود المستمر للورم لكن مع انخفاض كبير في معدل نموه. من المحتمل أن تهرب العديد من الخلايا السرطانية من طور الإزالة بسبب المعدل المرتفع لتطفرها، وهذا يدخل الورم في طور التوازن.
هناك دليل ضعيف حاليًا يدعم وجود هذا الطور، إلى جانب مراقبة السرطانات التي أظهرت اتجاهها نحو السكون، أي دخولها في طور الهجوع في الجسم لسنوات قبل إعادة تفعيلها في مرحلة الهروب النهائية.
لاحظ الباحثون أن الأورام التي تستمر في طور التوازن أظهرت نقصًا في التوليد المناعي مقارنةً بالأورام النامية في الفئران المصابة بنقص المناعة. هناك ثلاثة نتائج مفترضة لهرب الأورام من الجهاز المناعي ووصولها إلى مرحلة التوازن:
1. التدمير النهائي بواسطة جهاز المناعة.
2. الدخول في مرحة مطولة أو غير محددة من طور السكون.
3. التطور نحو مرحلة الهروب النهائية.

### طور الهروب
كما يشير اسم هذا الطور، تتصف مرحلة الهروب بنقص التوليد المناعي للخلايا السرطانية، وبالتالي مراوغتها للجهاز المناعي والقدرة على كشفها سريريًا. ظهرت نظريات عدة تشرح هذا الطور من النظرية.
قد تظهر طفرات في الخلايا السرطانية تصيب بعض البروتينات المسؤولة عن تقديم الأضداد الخلوية على سطوح الخلايا، وبالتالي تتجنب الاستجابة المناعية، وقد تبدأ الخلايا الورمية نتيجة الطفرات التي تحملها بإنتاج كميات كبيرة من السيتوكينات المثبطة المسماة إنترلوكين إل-10، أو عامل النمو المحول بيتا (تي جي إف-بيتا)، وبهذا تثبط الجهاز المناعي سامحةً بالتكاثر على نطاق واسع.
لوحظ أيضًا أن بعض مرضى السرطان يبدون ارتفاعًا في مستويات الخلايا التائية سي دي 4+ و25+ عن المعدل الطبيعي، وهي أنماط فرعية من الخلايا التائية تُدعى الخلايا التائية المنظمة التي تُعرف بدورها المثبط للمناعة. تنتج هذه الخلايا مستويات مرتفعةً من تي جي إف-بيتا وبالتالي تثبط الجهاز المناعي وتسمح بهروب الخلايا الورمية.